# William Henry Holmes

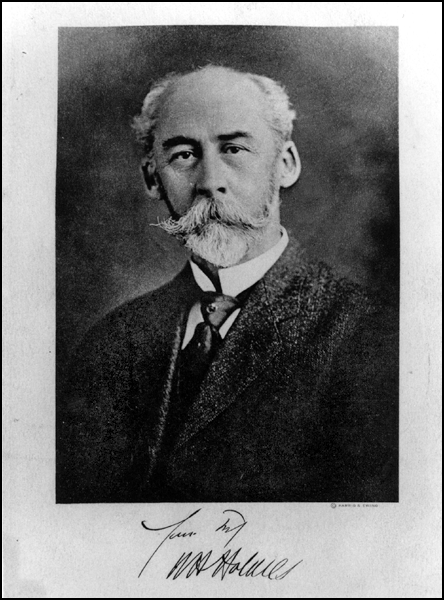
William Henry Holmes.

William Henry Holmes (1 de dezembro de 1846 – 20 de abril de 1933) foi um pesquisador e cientista estadunidense, especializado em antropologia, arqueologia e geologia, além de ter sido diretor de museu.
Nascido no Condado de Harrison, Ohio, Holmes se formou na faculdade McNeely em 1870 e lecionou por um curto período. Em 1872 ele acompanhou como artista o explorador  Ferdinand Vandeveer Hayden. Após ser incorporado ao U.S. Geological Survey em 1879, ele tentou trabalhar como geólogo pesquisador do sudoeste dos Estados Unidos. Ele contribuiu pioneiramente com informes sobre o solo e os fenômenos da área do Parque Yellowstone e completou um levantamento preliminar da geologia do Colorado. Como artista, ele foi responsável pelas ilustrações que compuseram um atlas do Grand Canyon. Holmes foi um bom alpinista e picos de Yellowstone e das Montanhas Henry em Utah receberiam depois o seu nome. Em 1875, Holmes começou a estudar vestígios da antiga cultura nativa dos Anasazi no Rio San Juan na área de Utah. Ele ficou particularmente interessado na cerâmica e nos artefatos de ossos animais pré-históricos e publicaria vários trabalhos, inclusive os "Art in Shell of the American Indians (1883)" e "Pottery of the Ancient Pueblos (1886)". Ele expandiu os estudos para os tecidos e se tornaria um perito nas artes anciãs dos nativos do sudoeste americano.

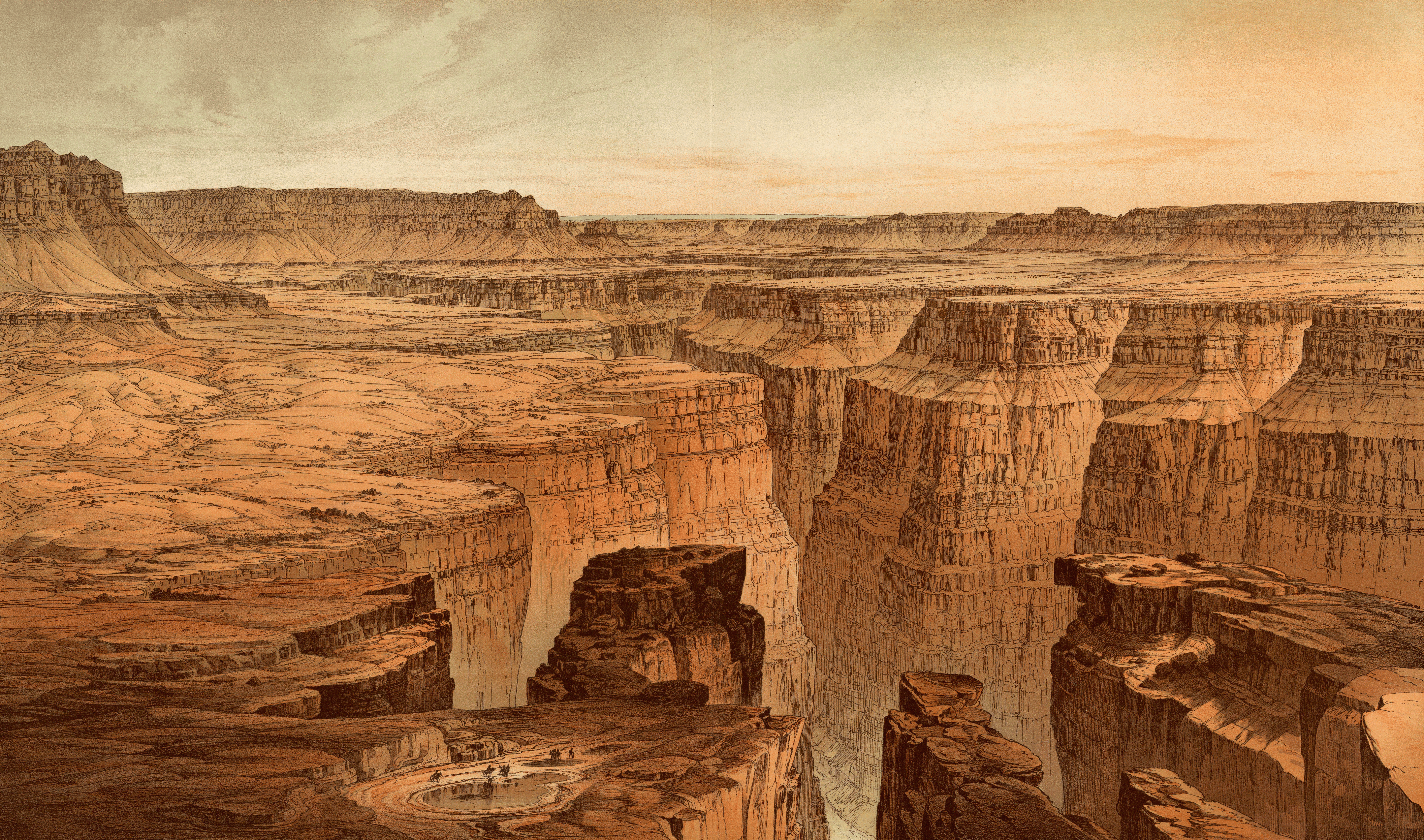
Grand Canyon no sopé do Toroweap - vista leste, folha VI, em Clarence E. Dutton, A História do Terciário do Grand Canyon (Holmes, 1882)
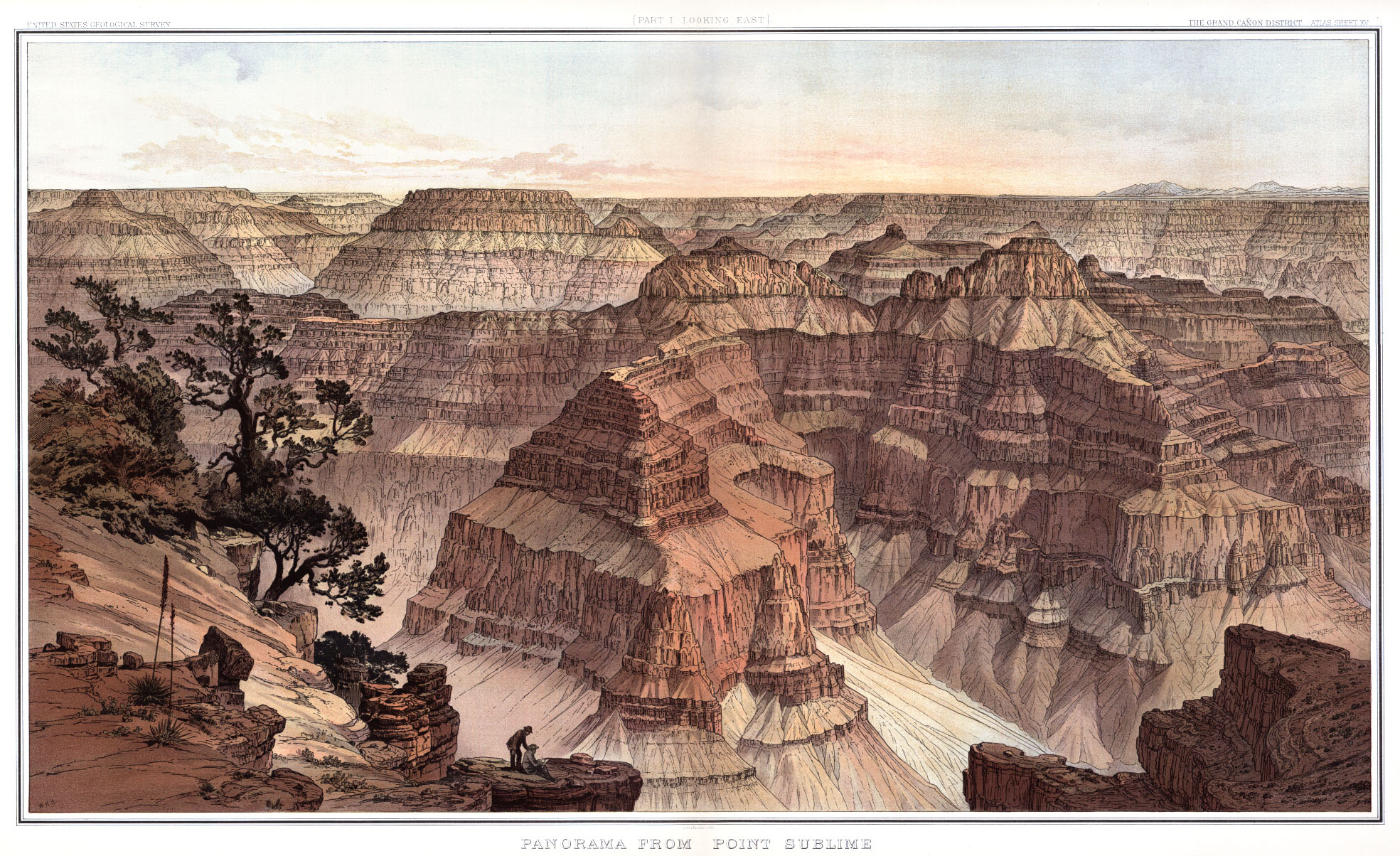
Panorama do Ponto Sublime, ilustração do Grand Canyon por Holmes, publicado por Clarence E. Dutton, A História do Terciário do Grande Canyon (1882), folha XV.
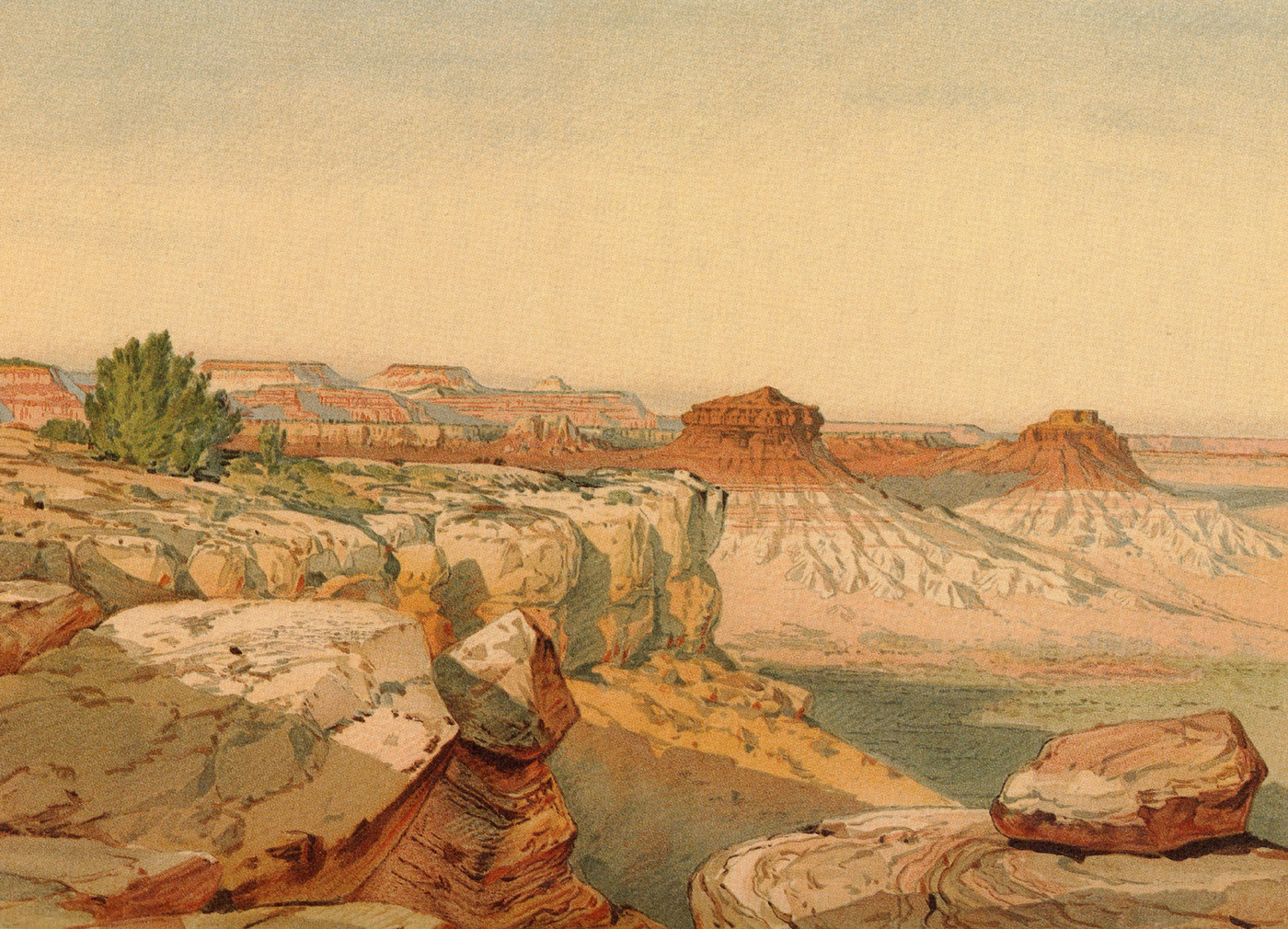
Entardecer no Deserto Kanab. De uma formação do Permiano- Um elevado de rocha Permiana no primeiro plano, rochas escarlates (Vermillion Cliffs) à distância e solo arenoso branco do Jurássico à extremidade no fundo. Grand Canyon, Condado de Mohave, Arizona. (Holmes, 1877)

Holmes deixou a Geological Survey em 1889 e se tornou um arqueólogo do Instituto Smithsoniano, Departamento Americano de Ethologia. Ele deixou Washington temporariamente, de 1894 a 1897, para servir como curador de arqueologia do Museu Field Columbian. Ele retornou ao Smithsoniano em 1897 para trabalhar como chefe da antropologia do Museu Nacional Americano. De 1902 a 1909 ele foi o diretor do Departamento de Ethologia Americana, onde trabalharia sob a chefia de Cyrus Thomas; nesse período ele estudou o sítio arqueológico de Etowah Indian Mounds, vestígios da cultura nativa Mississipiniana na Geórgia. Em 1903 Holmes publicou Synthesis of Pottery. Em 1910, ele se tornou o chefe da divisão de antropologia do Museu Nacional Americano. Em 1920, Holmes ocupou o cargo de diretor da Galeria de Arte Nacional (agora chamada de Museu de Arte Americana Smithsoniana), onde exibiu conjuntos de artes indígenas da costa noroeste do país. Ele publicaria ainda muitos trabalhos de arqueologia e antropologia. Foi editor de publicações de geologia incluindo o Atlas do Colorado de Ferdinand Vandeveer Hayden e onze ou doze relatórios do Geological Survey. Dentre seus livros consta o "Manual de Antiguidades Aborigenas Americanas", de 1919.

## Trabalhos publicados
- Natural History of Flaked Stone Implements. In Memoirs of the International Congress of Anthropology, editado por C. S. Wake, pp. 120-139. Schulte, Chicago, Il. (1894)
- Archaeological Studies among the Ancient Cities of Mexico (1895)
- Stone Implements of the Potomac-Chesapeake Tidewater Province. In Bureau of American Ethnology Annual Report, pp. 13-152. vol. 15. Government Printing Office, Washington, D.C. (1897)
- Random Records of a Lifetime, 1846-1931:  Cullings, largely personal, from the scrap heap of three score years and ten, devoted to science, literature and art.  1932.  Description:  21 v. in 22. illus. (compilação) anúncios, cartas. 27 cm. Held in the American Art Portrait Gallery Rare Book Collection.